# Carmen Lallemand-Sauder
 Carmen Lallemand-Sauder (* 1953 in Lauterbach) ist eine deutsche Politikerin (SPD).
Die aus Lauterbach stammende Lallemand-Sauder ist gelernte Übersetzerin für Französisch und Spanisch. Sie war als persönliche Referentin des Europaabgeordneten Manfred Wagner tätig.
In ihrem Heimatort ist sie stellvertretende Vorsitzende des SPD-Ortsvereins. Außerdem bekleidet sie das Amt des Vorsitzenden des SPD-Gemeindeverbands Völklingen und ist stellvertretende Vorsitzende des SPD-Kreisverbands Saarbrücken-Land. Sie gehört der ver.di und der IG Metall an.
Von 1984 bis 1994 war Lallemand-Sauder Mitglied des Lauterbacher Ortsrats, seit 1994 sitzt sie im Stadt-, ab 2008 Regionalverbandstag. Bei den Wahlen zum Landtag des Saarlandes im September 2004 trat sie im Wahlkreis Saarbrücken auf dem sechsten Listenplatz an, ohne ein Mandat zu erreichen. Jedoch konnte sie im Februar 2008 für die Abgeordnete Karin Lawall in das Landesparlament nachrücken.
Carmen Lallemand-Sauder ist verheiratet und Mutter von zwei Söhnen.